# Grzegorz Nowak (aviron)
Cet article concerne un rameur d'aviron polonais. Pour le chef d'orchestre polonais, voir Grzegorz Nowak.
Pour les articles homonymes, voir Nowak.
Grzegorz Nowak est un rameur d'aviron polonais né le 1er novembre 1954 à Luboń.

## Biographie
Grzegorz Nowak participe aux Jeux olympiques d'été de 1980 à Moscou à l'épreuve de quatre barré et remporte la médaille de bronze en compagnie de Grzegorz Stellak, Adam Tomasiak, Ryszard Stadniuk et Ryszard Kubiak. Il est aussi neuvième en huit.